# Signatura
Signatura (signatura: pečaćenje, potpisivanje, od lat. signare: obeležiti, označiti) je stručna oznaka knjige kojom se određuje njen smeštaj u skladištu i na polici biblioteke. Bez tog broja nije moguće naći gde je publikacija smeštena. Određuje se prema području. Signatura se upisuje na poleđini naslovne stranice i mora biti jasno istaknuta. Pomaže lakšem pronalaženju određene knjige. 

## Elementi signature
1. Klasifikacijska oznaka ili simbol
2. Autorska oznaka: čine je prva tri slova etimološkog oblika autorovog prezimena, nezavisno od toga u kojem je obliku autorovo prezime navedeno na publikaciji, koja se beleže velikim slovom
3. Naslovnu oznaku čini prvo slovo naslova dela i beleži se malim slovom

Signaturne oznake na primeru knjige Majde Rijavec „Vodič za preživljavanje u školi“ : 
1. red: 159.9 – klasifikacijska oznaka za psihologiju
2. red: prva tri slova autorke
3. red: prvo slovo naslova knjige

## Signiranje
Signiranje se moze vršiti formalno i sadržajno. Formalna signatura podrazumeva zatvoren smeštaj građe - građa se odlaže u skladištu prema kriterijumu mehaničkog ili grupnog ređanja, a korisnik je dobija posredno. Sadržajno signiranje bibliotečke građe obavlja se onda kad se građa smešta prema svom sadržaju, a korisnik obično do nje ima slobodan pristup. Signiranje se zasniva na primeni tekućeg broja ( numerus currens ) koji počinje od 1 i teče beskonačno. Označava se arapskim brojevima. Time je signatura naizgled slična inventarnom broju. Međutim, signatura i inventarni broj se podudaraju jedino u publikacijama koje u biblioteku stižu u jednom primerku. Svaki isti  primerak publikacije (svaka bibliotečka jedinica) ima vlastiti inventarni broj, ali ne mora nužno imati i vlastitu signaturu: signatura se, naime, dodjeljuje naslovu određene publikacije pa sve publikacije s istim naslovom imaju istu signaturu. U takvim slučajevima se malim slovima abecede može označiti svaki pojedinačni primerak istog naslova, započinjujući označavanje slovom "a". Prvi primerak publikacije bolje je ne označavati slovima. Tek drugi primerak treba označiti slovom "a", treći slovom "b" itd. Takvo označavanje je prikladnije zato što prvi primerak može ostati u skladištu neoznačen, ako je samostalno pristigao u biblioteku, dakle pre odgovarajućih dubleta. 
Nekad se u bibliotekama koristilo fiksno signiranje koje je označavalo tačno određeno mesto u ormaru, na polici, itd., dok se danas više koristi pokretno signiranje, to jest signiranje koje određuje položaj knjige u odnosu na ostale knjige, koje nisu vezane za određeno mesto. U pojedinim bibliotekama, građa se signira neposredno nakon inventarizacije i pre stručne obrade, u drugima nakon stručne obrade. Ako je bibliotečki fond razvrstan na osnovu stručnog smeštaja, građa se signira uporedo sa klasifikacijom za stručni katalog. Da bi bibliotečka građa mogla zauzeti svoje mesto u skladištu ili na policama kojima korisnici imaju slobodan pristup, potrebno ju je nakon signiranja tehnički opremiti.

## Spoljašnje veze
- Principi signiranja monografskih publikacija u delu opšteg fonda Narodne biblioteke Srbije
- Signiranje, Veliki rečnik
- Pretraživanje informacionih izvora
- Signatura na sajtu enciklopedija.hr
- Pretraživanje elektronskog kataloga od kuće Архивирано на веб-сајту  (27. мај 2019)